# Вісенте Себальос
Вісенте Антониіо Себальос Салінас  (ісп. Vicente Antonio Zeballos Salinas, нар. 10 травня 1963, Мокегуа, Перу) — перуанський політик і юрист. Прем'єр-міністр Перу 30 вересня 2019 – 15 липня 2020. Міністр юстиції і з прав людини в 2018-2019 рр.. Член Конгресу (парламенту) від Мокегуа в 2011-2019 рр. Голова муніципалітету (алькальд) регіону Мокегуа в 2003-2006 роках.

## Біографія
Народився 10 травня 1963 року у місті Мокегуа.
Навчався у школі Симона Болівара в Мокегуа. Поступив до Університету імені Інка Гарсіласо де ла Вега, де вивчав політологію і право, здобув ступінь з юриспруденції. Вивчав конституційне право і політологію в іспанському Центрі політичних і конституційних досліджень у Мадриді. Здобув ступінь доктора філософії у Мадридському університеті Комплутенсе.
Викладав у приватному університеті у Такна.
В 2003-2006 рр. - голова муніципалітету (алькальд) регіону Мокегуа.
В 2011-2015 рр. - член партії Союз за Перу. За результатами парламентських виборів 10 квітня 2011 року обраний членом Конгресу Республіки Перу. Переобраний на виборах 10 квітня 2016 року. 30 вересня 2019 року залишив Конгрес після призначення на посаду прем'єр-міністра.
28 липня 2018 року здобув посаду міністра юстиції і з прав людини, після того як президент Мартін Віскарра відправив у відставку міністра юстиції Сальвадора Ересі через публікацію аудіозаписів, що вказують на корупцію у вищих ешелонах судової влади..
30 вересня 2019 року президент Мартін Віскарра призначив Вісенте Себальоса прем'єр-міністром, після того як розпустив Конгрес Республіки Перу через розбіжності між виконавчою владою і Конгресом з приводу необхідності зміни процедури вибору членів Конституційного суду. У той же день Вісенте Себальос приніс присягу. Змінив Сальвадора дель Солара.